# Campoo de Enmedio
Campoo de Enmedio ist eine Gemeinde in der spanischen Autonomen Region Kantabrien. In der Gemeinde befinden sich die Überreste der Stadt Juliobriga (Spanisch: Julióbriga), welche das wichtigste städtische Zentrum im römischen Kantabrien war.

## Orte
- Aldueso
- Aradillos
- Bolmir
- Cañeda
- Celada Marlantes
- Cervatos
- Fombellida
- Fontecha
- Fresno del Río
- Horna de Ebro
- Matamorosa (Hauptstadt)
- Morancas
- Nestares
- Requejo
- Retortillo
- Villaescusa

## Bevölkerungsentwicklung
| 1842 | 1900 | 1950 | 1981 | 1991 | 2001 | 2011 |
| ---- | ---- | ---- | ---- | ---- | ---- | ---- |
| 1075 | 2725 | 4605 | 4162 | 3867 | 3928 | 3805 |